# Luciano (football, 1980)
Pour les articles homonymes, voir Luciano.
Luciano José Pereira da Silva dit Luciano est un footballeur brésilien, né le 16 mars 1980 à Rio Branco au Brésil. Il a joué en Eredivisie au FC Groningue comme gardien de but.

## Biographie
Il arrête sa carrière en 2014 à cause d'une blessure.

## Carrière
- 2001-2007 :  KFC Germinal Beerschot
- 2007-2014 :  Groningue[1],[2]

## Palmarès
Germinal Beerschot
- Coupe de Belgique
  - Vainqueur (1) : 2005